# Diamant (Reichenbrand)

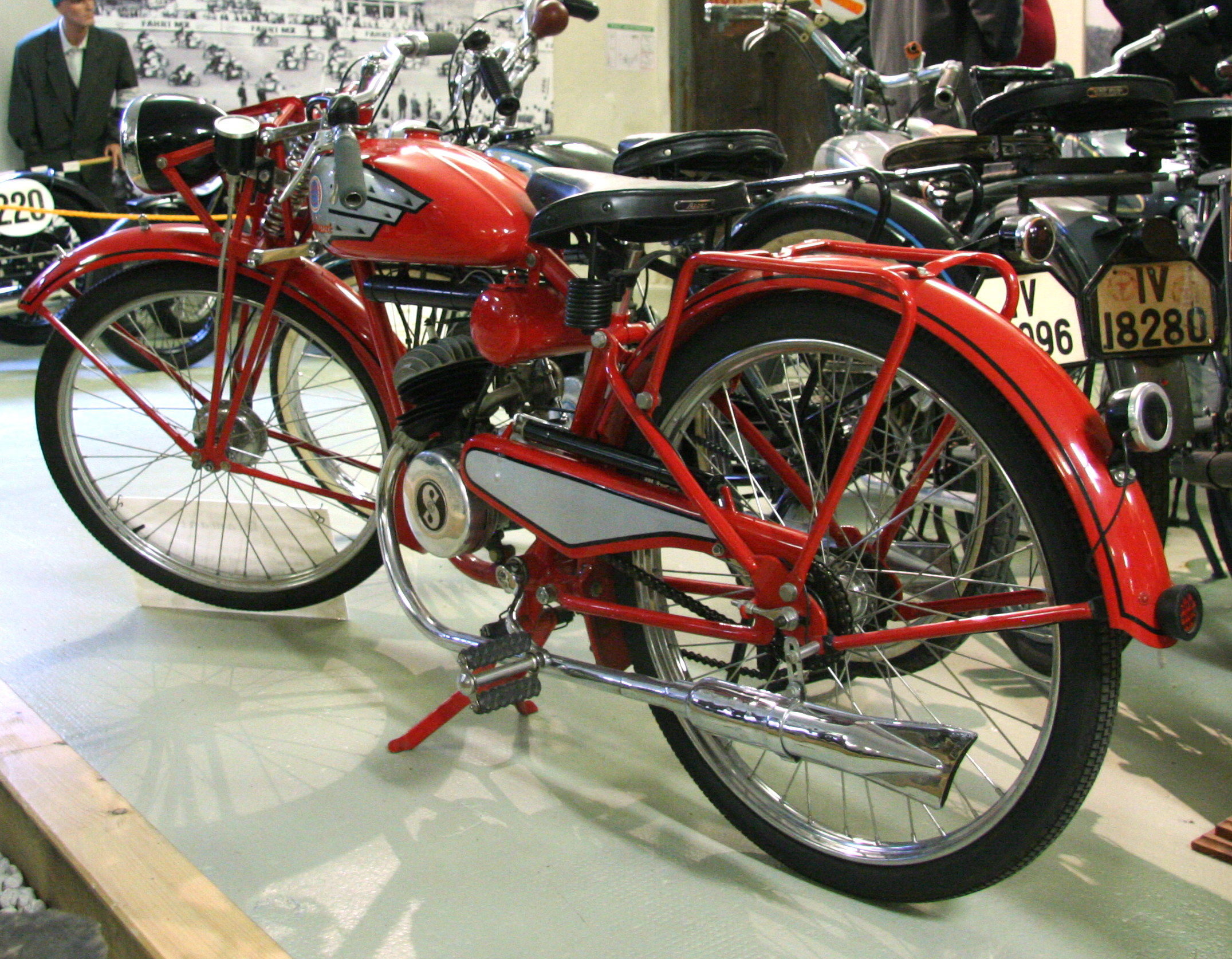
Diamant Modell 36 met een 98cc-Sachs inbouwmotor

Diamant is een historisch merk van motorfietsen.
De bedrijfsnaam was: Diamant-Fahrradwerke, Gebr. Nevoigt, Reichenbrand, Sachsen, later Elite-Diamant-Werke AG, Siegmar-Schönau (Brand-Erbisdorf).
Diamant was een rijwielfabriek die in 1903 begon met de productie van tricycles en motorfietsen met inbouwmotoren van Fafnir. Al snel maakte men eigen motorblokken, zowel eencilinders als V-twins, maar net als veel merken werd de productie weer snel beëindigd. Diamant deed dat net als Opel en Adler in 1907 en ging weer fietsen en naaimachines produceren.
Pas in 1926 ging men weer motorfietsen leveren. Wellicht was dat de reden dat Franz Gnädig in dat jaar zijn eigen merk inclusief zijn zelf ontwikkelde motor verkocht aan Kühne, want hij ontwikkelde de motorfietsen voor Diamant en kocht ook meteen zijn eigen motoren weer bij Kühne in. In 1927 werd Gnädig zelfs bedrijfsleider voor de motorfietsenafdeling. Behalve Gnädigs 350cc-Kühne-kopklepmotor werden ook 500cc-exemplaren bij Kühne ingekocht, maar op verzoek van de klant kon ook een JAP-kop- of zijklepmotor worden gemonteerd.
In 1926 nam Diamant de Elite Werke over, waarmee dit bedrijf feitelijk weer terug bij zijn oorsprong kwam. Elite was namelijk in 1903 als Elite-Diamant begonnen, maar had zich in 1914 van Diamant afgescheiden om automobielen te gaan maken.
De nieuwe Elite-Diamant AG werd zelf in 1928 weer overgenomen door Opel, dat alleen de fabriek gebruikte om de Opel Motoclub met eigen Opel-blokken te maken. Het frame van deze machines was ontwikkeld door Ernst Neumann Neander, die zijn eigen productie even daarvoor gestaakt had. Voor de Motoclub productieklaar was bracht Opel wel nog enkele honderden 500cc-Diamant motorfietsen met het Opel-logo op de markt. Opel bouwde de motorfietsen ook niet lang. In 1930, een jaar na haar overname door General Motors, ging het zich weer helemaal op de autoproductie richten.
Men probeerde de fabriek wel draaiende te houden, door Neander's duraluminium frame te gebruiken in combinatie met Richard Küchen's 350- en 500cc-eencilinders en deze machines onder de naam "EO" (Elite-Opel) te verkopen. Dit hield men slechts één jaar (tot 1931) vol.
Intussen had Diamant de productie omgezet naar lichte, goedkope motorfietsjes met 75- en 100cc-Sachs-tweetaktmotortjes. Dat was redelijk succesvol: men hield dit vol tot aan het begin van de Tweede Wereldoorlog.
Er was nog een merk met de naam Diamant: zie Diamant (Bekkevoort).